# Germain Dzabana
Germain Dzabana, dit « Jadot », est un footballeur international congolais né le 11 décembre 1944 et mort le 12 août 1974.
Ndzabana, surnommé Le maréchal par ses supporters, fit toute sa carrière dans l'équipe de Diables-Noirs de Brazzaville. Technicien hors pair, il fut un milieu de terrain redouté des défenseurs pour sa capacité de dribble. Il s'illustra lors d'un match entre l'équipe nationale du Congo et le Santos FC en 1967 en mettant un petit pont à Pelé. « Jadot » fut l'une des grandes stars du football congolais des années soixante avec Jean Bernard Foundoux dit "Moulele". International, il participa à la Coupe d'Afrique des nations de football 1968. Sa mort précoce l'a élevé au rang de mythe du football congolais (RC).
Son petit-fils Alan Dzabana qui joue à l'US Torcy va rejoindre le Centre de formation de l'OL, pour la saison 2012-2013. 2013-2014, il suit les traces de son grand-père en remportant sa première coupe en devenant champion de france de la catégorie des u17 avec l'Olympique Lyonnais (ol) et succède ainsi à la génération de Benzema, Ben Arfa, Rémy.  